# Tabanus perelegans
Tabanus perelegans är en tvåvingeart som beskrevs av Olsufjev 1972. Tabanus perelegans ingår i släktet Tabanus och familjen bromsar.
Artens utbredningsområde är Armenien. Inga underarter finns listade i Catalogue of Life.